# Rendibilitat per dividend
La rendibilitat per dividend o rendiment per dividend (en anglès Dividend yield) és una ràtio financera que mostra, en percentatge, la relació existent entre els dividends per acció repartits per una societat en l'últim any i el preu d'aquesta acció.
Constitueix una de les ràtios financeres utilitzades per valorar les accions d'una empresa. Els rendiments obtinguts per un inversor quan adquireix una acció procedeixen d'una banda de la possible revaloració del preu de l'acció i de l'altra dels dividends obtinguts. L'anàlisi de la rendibilitat de l'accionista també ha de ser complementat amb el denominat ràtio dividend-benefici (Payout ratio), que informa el percentatge del benefici d'una empresa que és repartit com a dividend.
No hi ha un dividend estipulat per a les accions. No hi ha cap garantia que els dividends futurs coincideixin amb dividends passats o fins i tot es paguin.

## Càlcul de la rendibilitat per dividend per acció
El rendiment històric es calcula mitjançant la fórmula següent:

{\displaystyle {\mbox{Rendibilitat per dividend actual}}={\frac {\mbox{Dividend del darrer any complet}}{\mbox{Preu actual de l'accio}}}}

Per exemple, si una empresa va pagar un dividend per un total de 1 euro per acció l’any passat i les seves accions cotitzen actualment a 20 euros, la seva rendibilitat per dividend es calcularà de la següent manera:

{\displaystyle {\mbox{Rendiment actual del dividend}}={\frac {\mbox{Dividend del darrer any complet}}{\mbox{Preu actual de l'accio}}}={\frac {\ 1}{\ 20}}=0.05=5\%}